# Ken Bogard
Pour les articles homonymes, voir Bogard et Verdier.
Ken Bogard, de son vrai nom Yoann Verdier, né le 13 mars 1985 à Troyes, est un commentateur français de matchs de versus fighting et un animateur TV, spécialiste de la série Street Fighter. Très populaire dans le milieu de l'e-sport, il est un des promoteurs du versus fighting en France. Il est également spécialisé dans les jeux de la licence Nintendo. Il animait diverses émissions sur la web TV LeStream. Depuis décembre 2022, il est streamer indépendant sur la plateforme Twitch. Il a réussi la prouesse de monter trois fois le Mont Ventoux à vélo, en une seule journée, lors de l’édition 2024 du Zevent. 

## Historique
En 2004, il crée un club de Puyo Puyo dans son université à Dijon.
En 2007, alors qu'il est enseignant en mathématiques, il crée sa chaîne YouTube, où il diffuse des vidéos d'abord de Puyo Puyo, puis Itadaki Street, avant de commencer à y commenter du versus fighting, lors de la sortie de Street Fighter IV. Pour ce faire, il propose le plus souvent les phases finales de tournois ayant eu lieu dans diverses salles de jeu japonaises. Ses publications sur le site de YouTube sont irrégulières mais relativement abondantes compte tenu des moyens techniques dont il dispose à l'époque. Comme sources d'inspiration, il déclare avoir appris des commentaires de Christophe Agius et d'autres commentateurs de catch, pour leurs capacités à « transcender l'action » sur « du vent, de la comédie », ou encore Léon Zitrone et ses commentaires sur les courses de chevaux.
En février 2010, reconnu par la communauté du jeu vidéo, il répond à l'invitation de Against All Authority à rejoindre celle-ci en espérant mieux continuer ses activités. Toujours apprécié pour son travail de commentateur, il participe à quelques tournois en jouant le personnage Vega (Claw) sur Street Fighter IV. En mars 2010, l'éditeur de jeu vidéo Tradewest fait appel à lui pour commenter des matchs du jeu BlazBlue: Calamity Trigger de façon à promouvoir celui-ci dans le cadre de l'édition tardive du jeu dans la zone européenne. En mai 2010, il est invité à commenter en direct et sur place les phases finales des tournois Street Fighter IV organisés dans le cadre du Stunfest X, festival de jeu vidéo annuel se tenant à Rennes organisé par l'association 3 hit Combo. Ces matchs commentés sont par la suite diffusés à partir du 31 mai sur la chaîne télévisée Nolife. 
En février 2011, il est invité à Lausanne pour commenter les matchs de la première édition d'une compétition de jeux de combat d'envergure internationale en Europe, le Beat By Contest. Il est également invité pour l'édition 2011 de la World Game Cup, compétition internationale de jeux vidéo se tenant à Cannes. En mars 2011, il est l'un des plus importants contributeurs du site eLive Entertainment, avant de devenir membre de l'équipe eLivepro. Fin avril 2011, il est de nouveau invité pour le Stunfest XI où il commente divers jeux de combats et participe à une table ronde composée de spécialistes du jeux de combat et ayant pour sujet « l'évolution du versus fighting ». Top Player sur le jeu Super Street Fighter II X avec le personnage T. Hawk, il s'est qualifié à ce même jeu pour le « Tougeki - Super Battle Opera » qui a eu lieu au Japon en septembre 2011. Il représente l'Europe aux côtés de WDM.CCL et eLivepro.Kenpachi dans ce tournoi international considéré comme l'un des plus prestigieux.
Il fait les commentaires français des tournois de jeux de combat lors des différentes éditions de l'EVO qui ont suivi.
Il fait partie, avec Mister MV, des premiers streamers de la web TV Gaming Live, diffusée en partenariat avec Webedia et Jeuxvideo.com à partir de mai 2014,. Cette web TV deviendra la JVTV en 2016.
En janvier 2015, il lance avec Gaming Live le tournoi européen Kakutop League, qui se déroule initialement sur Ultra Street Fighter IV.
En février 2016, il anime une émission de lancement Showdown de Street Fighter V à l'eSport Arena à Levallois.
En janvier 2018, il rejoint la chaîne de télévision ES1 lors du lancement de la chaîne pour animer une émission sur le Versus Fighting.
En mai 2019, la JVTV fusionne avec LeStream, et il rejoint alors cette nouvelle équipe.
À partir de janvier 2020 il présente le podcast mensuel Quête latérale porté sur l'analyse des jeux vidéo et de leur impact culturel, produit par la société Qualiter. Il est entouré de plusieurs chroniqueurs issus du podcast Studio 404, FibreTigre, Daz et Lâm Hua, ainsi que de la journaliste du Figaro Chloé Woitier.
En juin 2022, il participe à L'échappée de Domingo sur Zwift en tant que chasseur, dans laquelle il parviendra à éliminer trois duos de coureurs.
En décembre 2022, il annonce son départ de Jeuxvideo.com pour se lancer en solo sur Twitch.
À l'occasion du ZEvent 2024 en distanciel, il se lance pour défi de grimper trois fois le mont Ventoux en moins de 24 heures pour inciter à la collecte de dons.

## Jeux préférés
Interview sur Jeuxvideo.com
- Super Street Fighter II X (Turbo)
- Puyo Puyo 2
- Donkey Kong Country
- Final Fantasy 7
- Pokémon Or et Argent
- The Last of Us